# کلوبوتینول
کلوبوتینول (به انگلیسی: Clobutinol)
رده درمانی: داروهای ضد سرفه .
اشکال دارویی: قرص، قطره، آمپول

## موارد مصرف
در درمان سرفه های مقاوم یا به علت نا مشخص به خصوص سرفه های خشک غیر عفونی .

## مکانیسم اثر
تضعیف مرکز سرفه در مغز (بصل النخاع) . این دارو ضد سرفه مرکزی است نه محیطی.

## عوارض جانبی
خواب آلودگی، سرگیجه و تهوع.